# FunnySkash
funnySkash(ファニースカッシュ)は、大阪府を拠点に活動するブラスロックバンドである。
バンド名は誤記されがちだが、2020年現在、「funnySkash」が正式な表記である（"S"のみ大文字・スペースなし）。
略称は「ファニスカ」。

## 略歴
2001年10月13日結成。
幾度とないメンバーチェンジを重ねながらも、「in your own style.」というコンセプトを掲げ活動。
主に、Vo./Gt./Ba./Dr./Tp./Tb./Sax.の７人編成。。

## メンバー

### 現メンバー
- 帖佐洋一(ちょうさ・よういち/ボーカル)

1982年11月13日生まれ O型 大阪府出身
愛称は「ちょうさん」。
funnySkashの楽曲の作詞・作曲を手掛けている。
結成当初から在籍する唯一のメンバー。
趣味はフットサルで、現在もバンドマンフットサルチームに所属。
愛鳥家。飼育もしている
- 沖末恵矢朗(おきすえ・けいしろう/ギター)

1990年8月22日生まれ O型 大阪府枚方市出身
愛称は「けいしー」
2014年4月に正式メンバーとして加入。
funnySkashの編曲担当。
アニメやゲームが好き。
- 安田琢人(やすだ・たくと/ベース)

1991年4月22日生まれ A型 大阪府高槻市出身
愛称は「ヤス」
メンバー最年少ゆえに、いじられキャラである。
猫を飼っている。
"ラズッ子"(大阪府高槻市にあったライブハウス"高槻RASPBERRY"でアーティスト活動をしていた学生の総称)であり、同ライブハウスで行われた高校生バンド大会で優勝経験を持つ。
- 安松太郎(やすまつ・たろう/ドラム)

1984年2月02日 O型
主に「太郎」と呼ばれているが、Vo.帖佐からは「タロちゃん」と呼ばれることが多い。　
2017年3月12日に正式メンバーとして加入。
大阪府を拠点に活動するガールズVo.バンド"UNION☆JACK"のDr.担当でもある。
- 斉藤一馬(さいとう・かずま/トランペット)

1982年10月14日生まれ A型 大阪府出身
2017年3月12日に再加入。

大阪府を中心に活動するスカパンク・スカコアバンド”GELUGUGU”のTp.担当でもある。
- 木藤祐貴(きとう・ゆうき/トロンボーン)

1984年9月8日生まれ A型 大阪府枚方市出身
愛称は「きんとん」
2017年3月12日に再加入。
Vo.帖佐・Tp.斉藤と同高校の2学年下であり、吹奏楽部ではTp.斉藤が部長を務めていたころの1年生であった。
また、木藤自身も後に部長を務めている。
- masashi(たむら・まさし/サポート テナーサックス)

1982年6月12日生まれ A型 大阪府大阪市出身
愛称は「マーシー」
ex.”ムラマサ☆”のメンバーであり、現在は”エイリアンズ” や ”GELUGUGU” のT-Sax.担当でもある。

### 旧正式メンバー
- 中村健二(なかむら・けんじ/ギター) 愛称は「があ君」

- 山野聡(やまの・さとし/ベース)

- 杉浦秀樹(すぎうら・ひでき/ベース) 愛称は「ヒデ」

- 東伸相一郎（とうしん・そういちろう/ドラム） 「とーしん」名義で活動

- 尾崎考(おざき・こう/バリトン＆アルトサックス) 「zakky.」名義で活動

### 歴代サポートメンバー
- 高瀬フヒト(ドラム/ex.Grapplinc Lag)
- よしも(ドラム/ex.SECOND STREET)
- 36(ミム)(ドラム/SKULL CANDY・おかえりヒーローズ)
- きーや(ex.ゴーカートモンキー・ex.MINI SKA BOX)

- ロイド(トランペット/ex.ast*Risk・ex.ブラスシティ・縁-Enishi- LoopFunction)

- 武部晋弥(トランペット/ex.将番頭)

- usshi-(トロンボーン/SKULL CANDY・エイリアンズ)

- ゅぅご(トロンボーン/ex.ast*Risk・ex.ブラスシティ)

- 太田智樹(トロンボーンex.#9)
- you23(ゆーにいさん)(Gt./TRIPPIN'HIGH・ex.カメ0ON COM82→)

2001年結成当初からのオリジナルメンバーはボーカルの帖佐のみだが、活動休止などはせずサポートメンバーを迎えながら精力的に活動を続け、2017年3月12日に6人体制となる(masashiも引き続きサポートを行っている)。

## ディスコグラフィー
【全国流通盤】
- 1st ミニアルバム『Chorus』2006年11月8日発売

- 1st シングル『出かけよう』2007年7月25日発売
- 2nd シングル『やさしいひと』2008年3月19日発売
- 3rd シングル『STAYS』2009年3月4日発売
- 2nd ミニアルバム『1815』2009年7月29日発売
- 1st フルアルバム『羽音』2015年9月23日発売

【会場限定盤】
- 『雨あがるから/ソコナシグラス』

- 『ハチクマ/道なる未知』

【コンピレーションアルバム】
- 『ドナ丼3』2006年発売　参加曲「nothing ever change」
- 『ゲルググトリビュート ゲルググチルドレン』2006年11月1日発売　参加曲「彼女は僕のものかも、、、」(GELUGUGU カバー)
- 『元気でSKA~!? 春夏秋冬』2007年8月8日発売　参加曲「夏の日の1993」(class カバー)